# 根彭

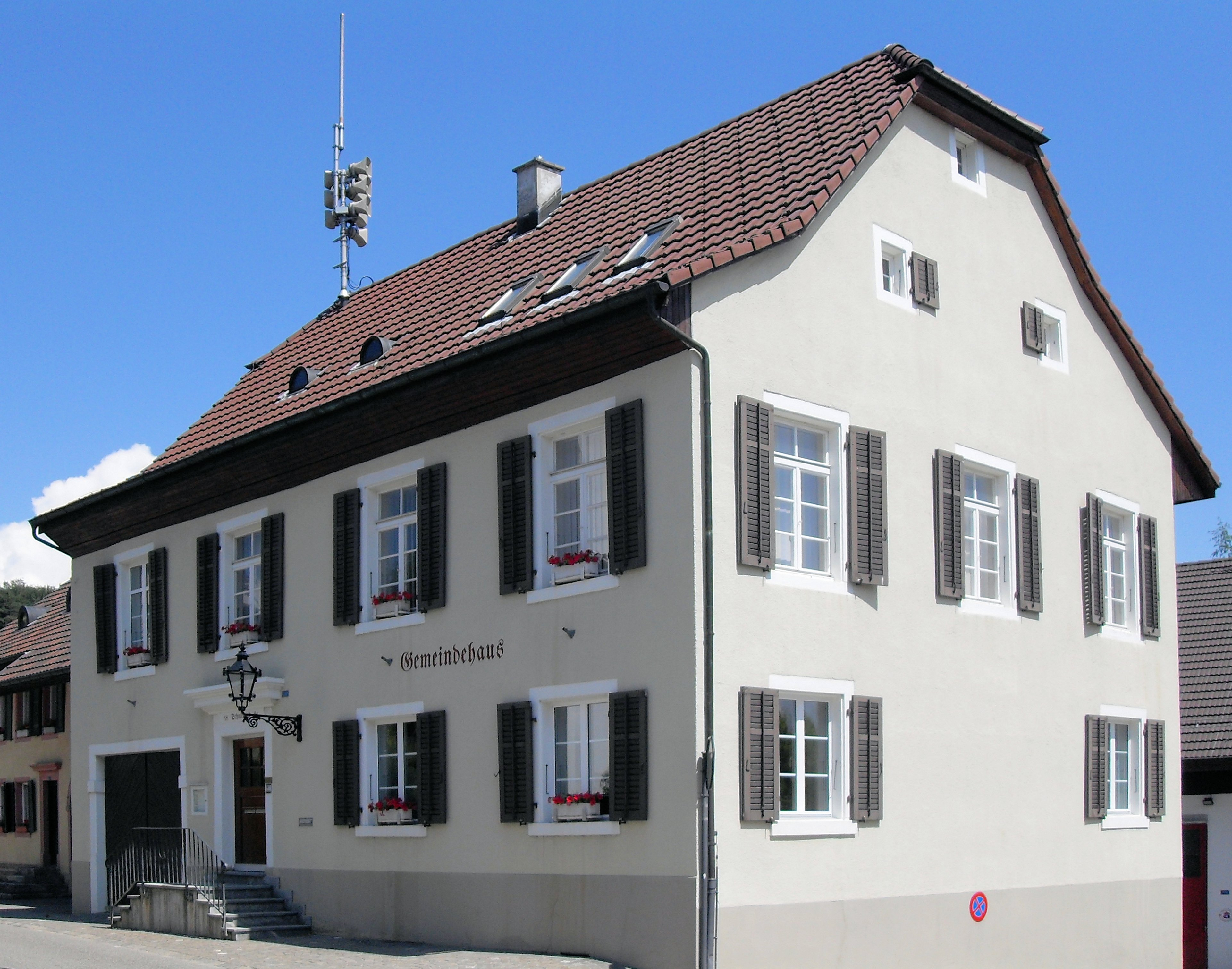

根彭是瑞士的城鎮，位於該國北部，由索洛圖恩州負責管轄，面積6.平方公里，海拔高度676米，2012年人口855，四成人口信奉羅馬天主教，人口密度每平方公里143人。